# Iglesia de San Agustín (Barcelona)
La iglesia de San Agustín (en catalán: església de Sant Agustí) es un templo católico ubicado en el barrio de El Raval de Barcelona. Es también llamada de San Agustín Nuevo (en catalán: Sant Agustí Nou) para distinguirla de la iglesia del antiguo convento de San Agustín, llamado también a veces San Agustín Viejo (en catalán: Sant Agustí Vell). Pertenece al arciprestazgo de la Rambla-Poble-sec.
Esta obra está inscrita como Bien Cultural de Interés Local (BCIL) en el Inventario del Patrimonio Cultural catalán con el código 08019/1126.

## Historia

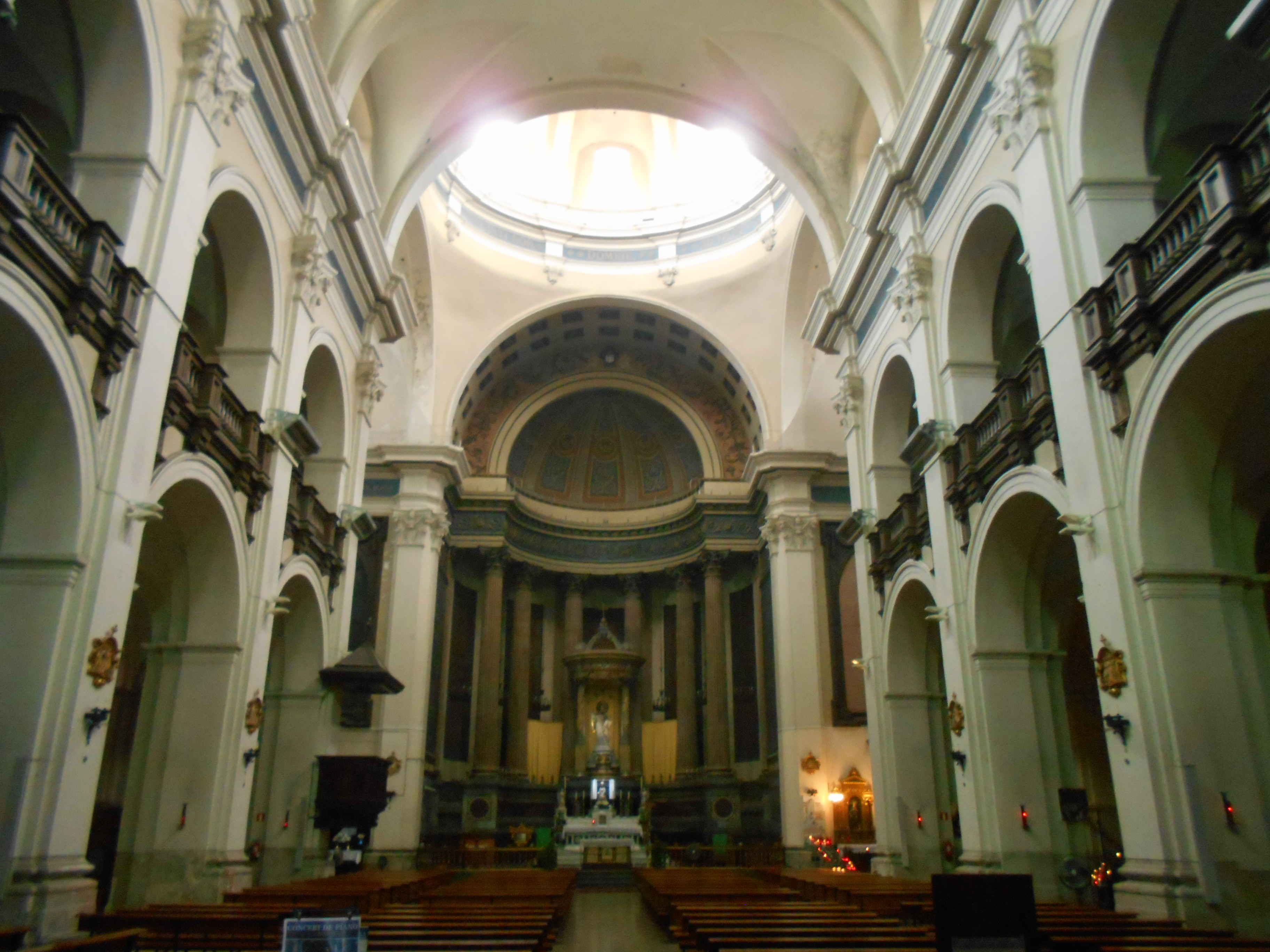
Interior de la iglesia.

El antiguo convento de San Agustín, situado en el barrio de la Ribera, fue semiderruido en 1718 a causa de la construcción de la fortaleza de la Ciudadela, tras el triunfo de la causa borbónica en la Guerra de Sucesión Española. Se construyó entonces un nuevo convento e iglesia en el Raval, entre las calles del Hospital y de San Pablo. El proyecto original era del ingeniero militar francés Alexandre de Retz, en estilo neoclásico, pero la construcción fue llevada a cabo por el maestro de obras Pere Bertran. Los primeros planos, de 1728, estaban firmados por Pere Bertran, fray Agustí Minvart, fray Antonio Mora y Francisco Torrents. La primera piedra del nuevo convento de San Agustín se puso el 12 de diciembre de 1728. En 1739 se hizo cargo de las obras Pau Trullàs. La fachada de la iglesia fue proyectada por Pere Costa en 1735. La iglesia se inauguró en 1760.
En el siglo XIX una serie de incidentes afectaron negativamente a la comunidad agustina, que tuvo que abandonar el lugar. En 1835 el convento fue incendiado en el transcurso de los motines anticlericales de ese año, perdiéndose toda la ornamentación interior. Ese mismo año fue afectado por la desamortización de Mendizábal, en que se perdió el convento y el claustro; cuatro años después la iglesia pasó a ser parroquia dependiente de la diócesis.
Durante la guerra civil española quedó mutilada el ala situada en la calle Arc de Sant Agustí.
La iglesia es sede canónica de la Hermandad del Gran Poder y de la Esperanza Macarena radicada en la ciudad.
En esta iglesia se constituyó el 7 de noviembre de 1971 la Asamblea de Cataluña, el organismo unitario de la oposición antifranquista en Cataluña, de donde surgió la consigna llibertat, amnistia, Estatut d'autonomia («libertad, amnistía, Estatuto de autonomía»).

## Descripción
La iglesia de San Agustín tiene nave congregacional con capillas intercomunicadas, bóveda de cañón con lunetas, crucero con cúpula y linterna, y ábside semicircular. La cabecera, procedente de una reforma del siglo XIX, es en forma de hemiciclo, con columnas corintias. La fachada presenta un nártex de cinco arcos de medio punto y semicolumnas jónicas, con frontón mixtilíneo y cúpula elíptica, realizada solo en su parte inferior, mientras que la superior continúa inacabada. Sobre la arcada central se sitúa un gran escudo borbónico de piedra.
El altar mayor tiene un retablo-baldaquino de estilo neopalladiano con una imagen de San Agustín. Entre las capillas laterales destacan las de San Ponce, San Antonio, Rosario, Consolación, Bonanova y la dedicada a la Pontificia y Real Hermandad y Cofradía de Nazarenos de Nuestro Padre Jesús del Gran Poder y María Santísima de la Esperanza Macarena.

## Galería

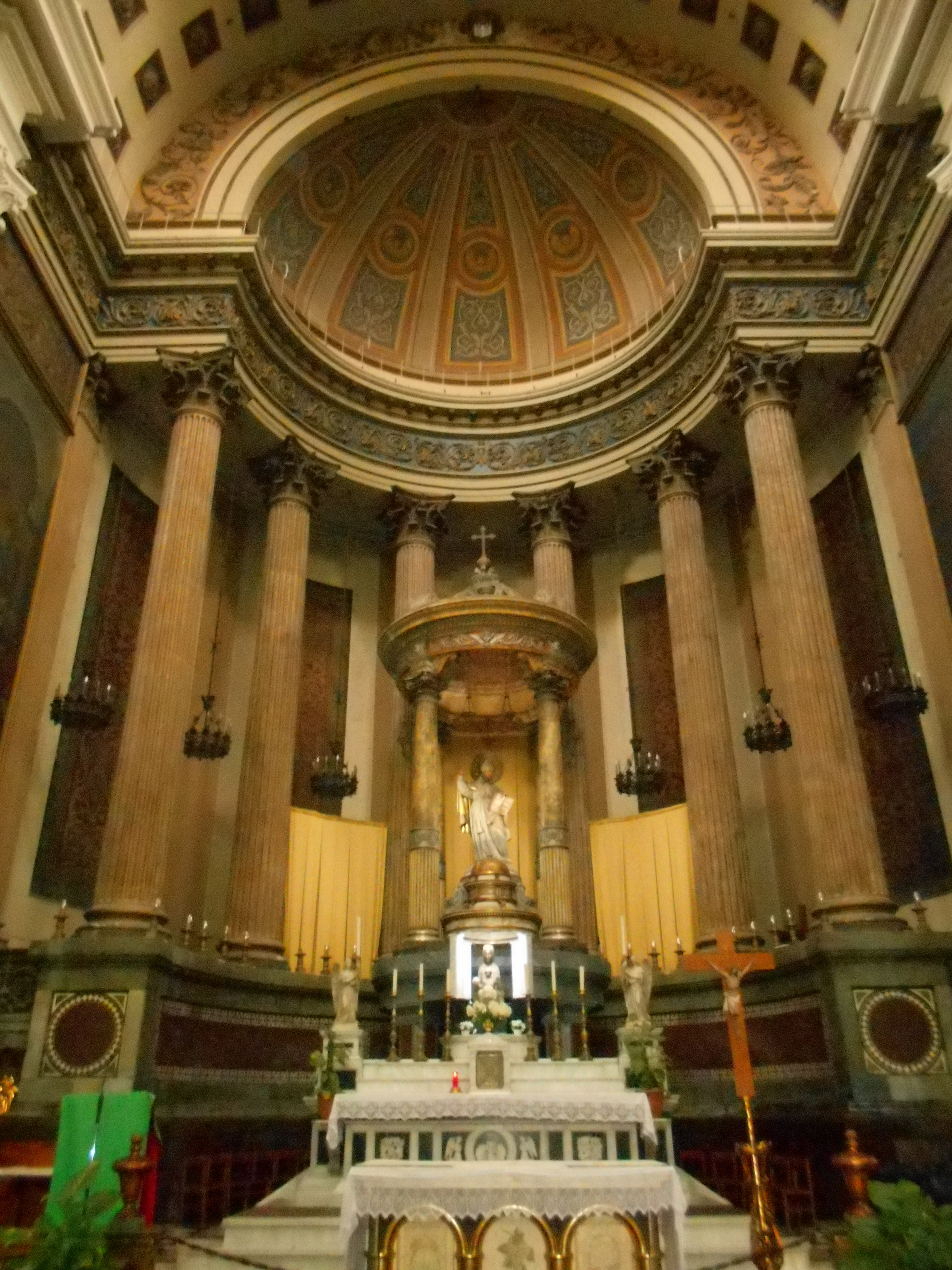
Altar mayor.
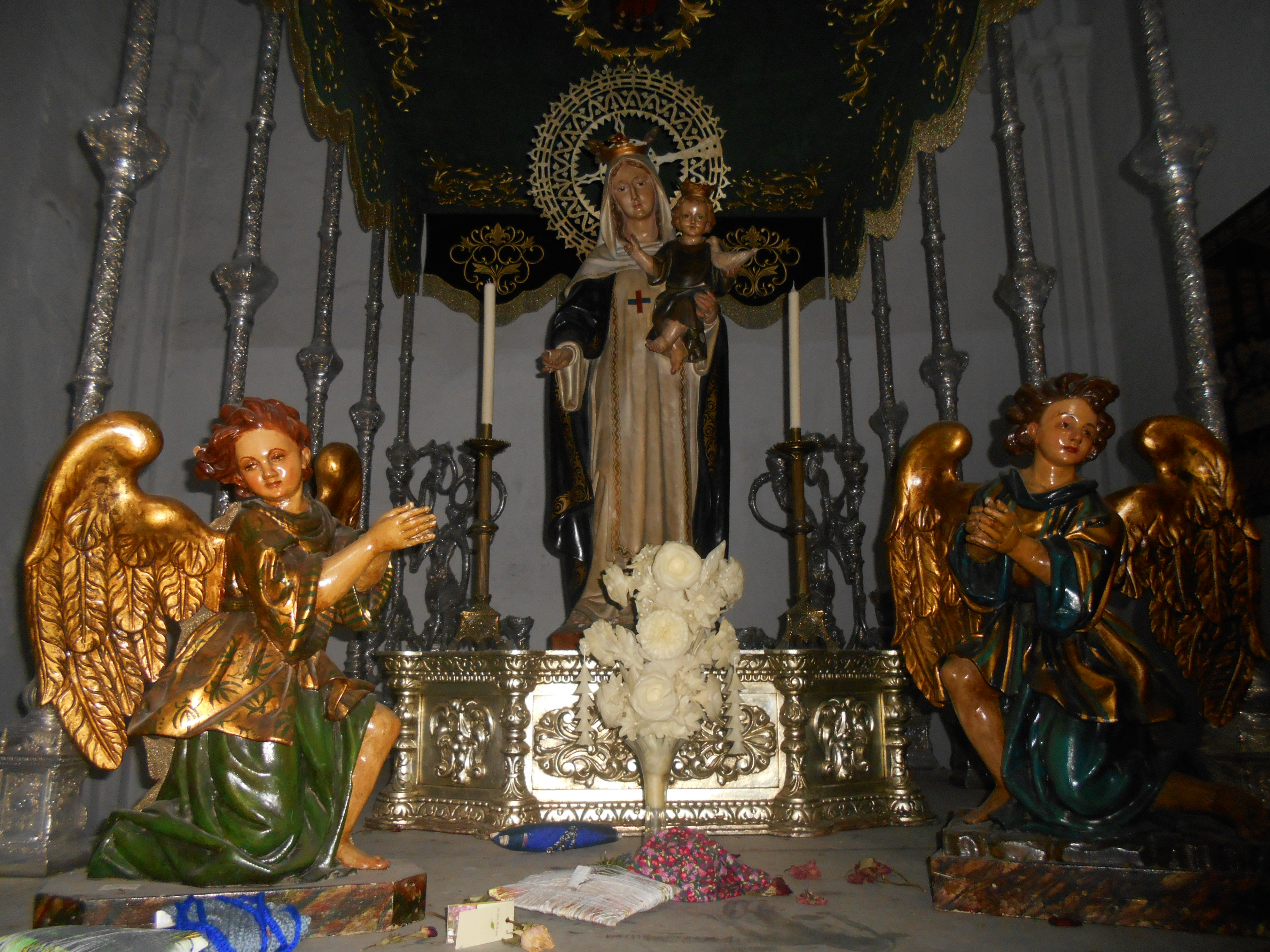
Capilla de la Bonanova.
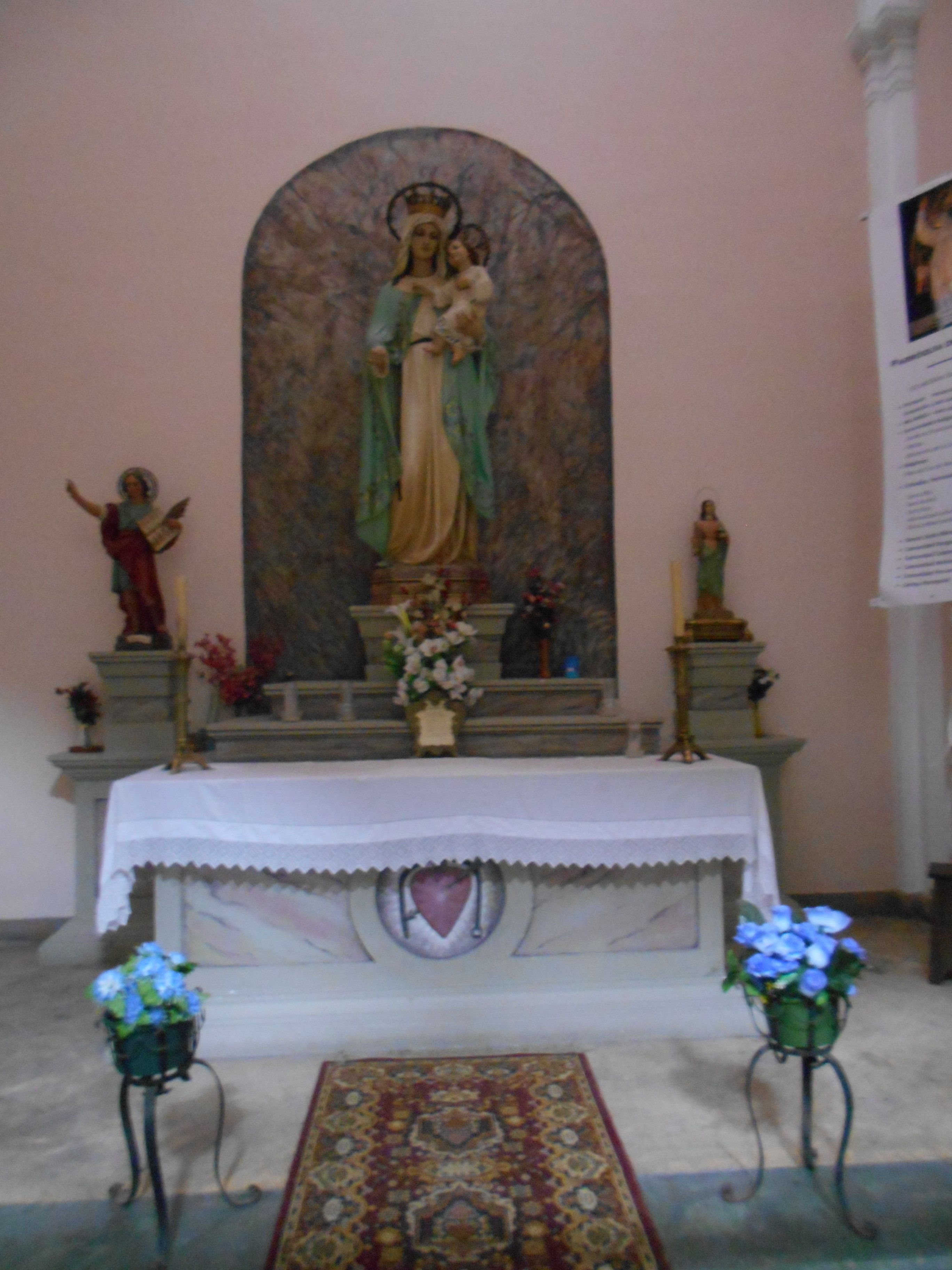
Capilla de la Consolación.
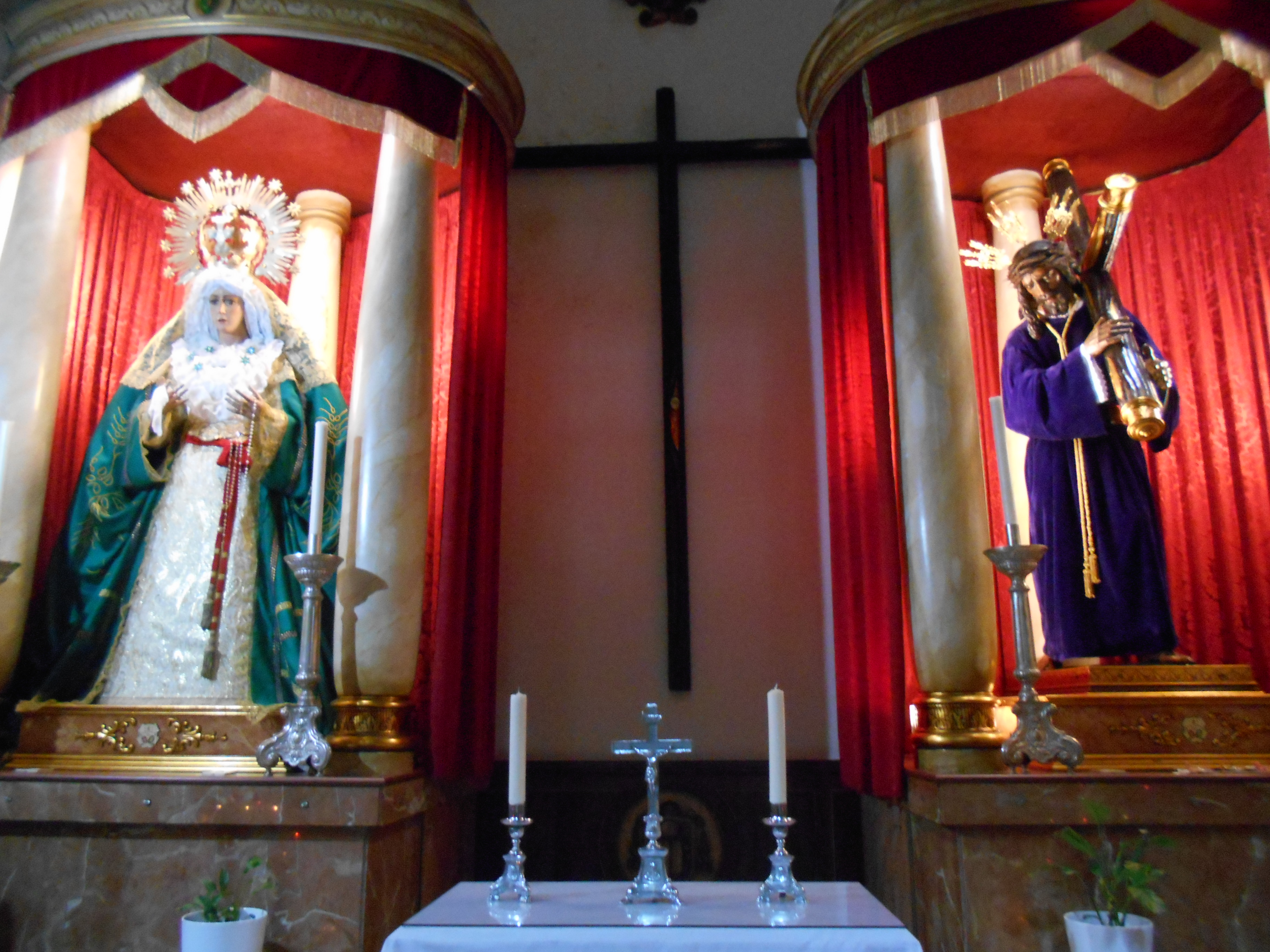
Capilla de la Hermandad del Gran Poder y de la Esperanza Macarena.
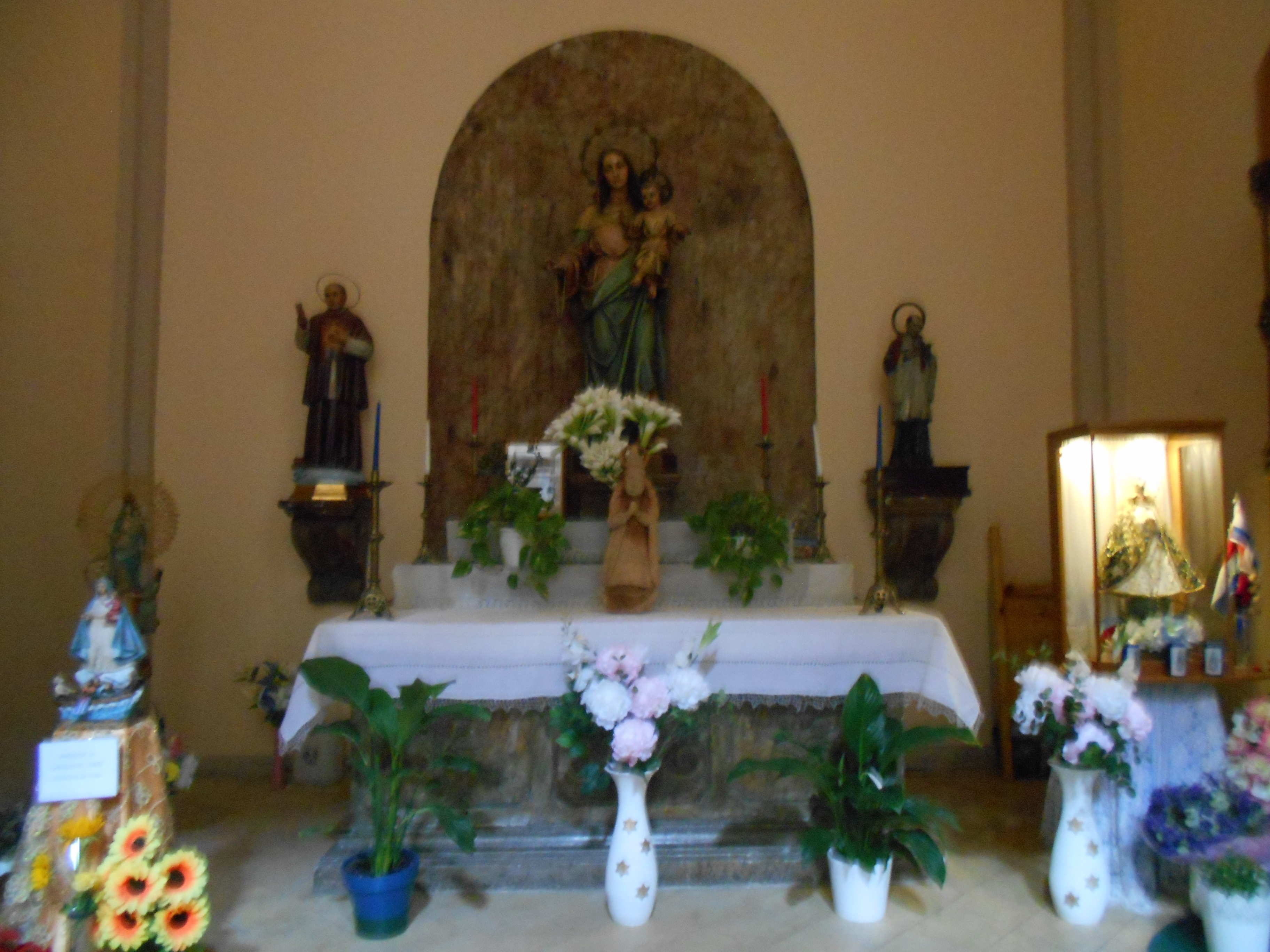
Capilla del Rosario.
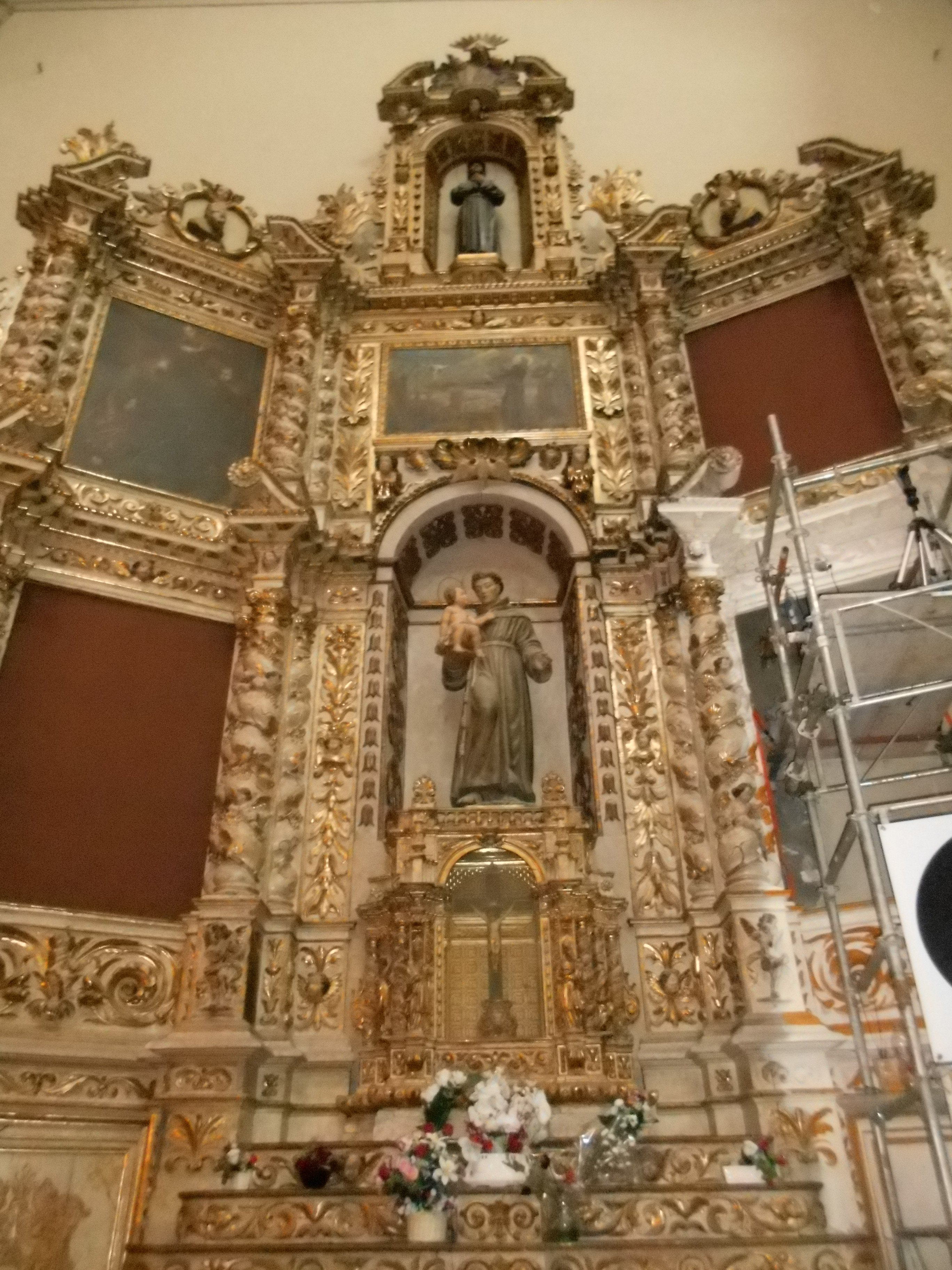
Capilla de San Antonio.
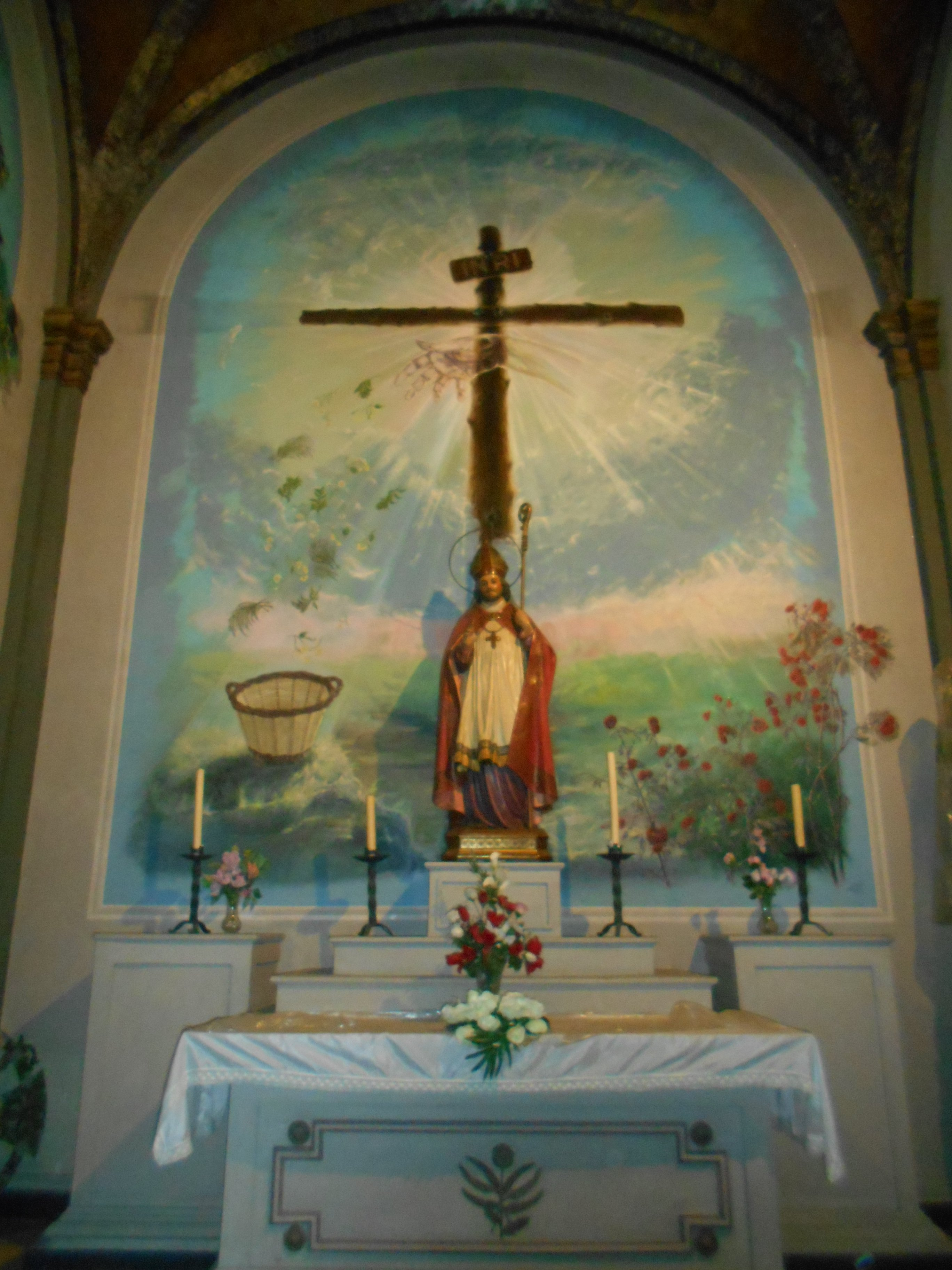
Capilla de San Ponce.